# Leptocometes acutispinis
Leptocometes acutispinis es una especie de escarabajo longicornio del género Leptocometes, tribu Acanthocinini, subfamilia Lamiinae. Fue descrita científicamente por Bates en 1863.
El período de vuelo de la especie se presenta durante el mes de noviembre.

## Descripción
Mide 11-13 milímetros de longitud.

## Distribución
Se distribuye por Bolivia, Brasil, Guayana Francesa, México y Panamá.